# Zeloforamagno
Zeloforamagno (già semplicemente Zelo – Zel in dialetto milanese, AFI: [ˈd͡zeːl]) è un quartiere della città lombarda di Peschiera Borromeo posto a sudovest del centro abitato, verso San Donato Milanese.

## Storia
Zelo, borgo agricolo di antica origine, nell'ambito della suddivisione del territorio milanese apparteneva alla Pieve di San Donato, e confinava con Mezzate e Peschiera a nord, Robbiano ad est, Bolgiano a sud, e Foramagno ad ovest. Nei registri del 1751 il villaggio fece registrare 100 residenti.
In età napoleonica il Comune di Zelo, che aveva raggiunto i 300 abitanti, venne fuso per la prima volta con l'ex comune di Foramagno creando una comunità di 460 persone, e nel 1811 il tutto confluì a sua volta in Peschiera Borromeo; tutte le località recuperarono comunque la propria autonomia con la costituzione del Regno Lombardo-Veneto.
Il Comune di Zelo annesse poi definitivamente Foramagno nel 1841 per decreto dello stesso governo austriaco, quando il nuovo sovrano l'imperatore Ferdinando, scemati col tempo gli eccessi della Restaurazione, riconobbe la modernità di alcuni provvedimenti del periodo napoleonico. L'adozione di un doppio riferimento geografico per il nuovo nome del Comune di Zelo Foramagno, fatto insolito per l'epoca, fu dovuto alla necessità di una migliore distinzione con altri municipi della regione.
Zelo Foramagno raggiunse i 540 abitanti nel 1853, ridottisi a 536 nel 1861. La definitiva soppressione dell'autonomia comunale avvenne nel 1870, quando il municipio fu annesso da Mezzate, località che poi cambierà nome in Linate e verrà infine annessa a Peschiera Borromeo, andando così a completare la riedizione dei provvedimenti napoleonici.